# Papissaare poolsaar
Papissaare poolsaar (poolsaar = Halbinsel) ist eine Halbinsel in der Landgemeinde Saaremaa im Kreis Saare auf der größten estnischen Insel Saaremaa. Die Halbinsel bildet die Grenze zwischen den Buchten Kiirassaare laht und Abaja laht. Auf der Halbinsel befindet sich der Hafen Papissaare sadam. Die Halbinsel liegt im Nationalpark Vilsandi.